# 에디 피셔 (야구인)
에디 진 피셔(영어: Eddie Gene Fisher, 1936년 7월 16일~2025년 2월 17일)는 미국의 프로 야구 선수로, 포지션은 투수였고 우투우타였다. 1959년부터 1973년까지 15시즌 동안 메이저 리그 베이스볼(MLB)의 샌프란시스코 자이언츠, 시카고 화이트삭스, 볼티모어 오리올스, 클리블랜드 인디언스, 캘리포니아 에인절스, 세인트루이스 카디널스 등지에서 뛰었다.
한 차례 올스타에 선정되었으며, 1966년 월드 시리즈에서 볼티모어 오리올스의 일원으로 우승을 경험했다.